# Universidad de Nanyang
La Universidad de Nanyang (en chino: 南洋大学; en inglés: Nanyang University; abreviado Nantah, 南大) era una universidad en Singapur que funcionó desde 1956 hasta 1980. Durante su existencia, era la única institución postsecundaria exclusiva en idioma chino de Singapur. En 1980, la Universidad de Nanyang se fusionó con la Universidad de Singapur para formar la Universidad Nacional de Singapur (NUS).
Inició clases el 15 de marzo de 1956, ofreciendo cursos en las artes, las ciencias y el comercio. La construcción del campus no se completó sino hasta dos años después. En 1958 la universidad celebró su ceremonia oficial de apertura, oficiada por Tan y William Goode, entonces gobernador de Singapur.